# Центральна школа Лілля
Центральна школа Лілля (фр. École Centrale de Lille, EC-Lille) — заклад вищої освіти, що знаходиться в університетському кампусі Вільнев-д'Аска Університету Лілля, один з найбільших технічних університетів Франції і входить до групи центральних вищих інженерних шкіл Франції.
Заснована в 1872 році під назвою Північний промисловий інститут (фр. Institut industriel du Nord, IDN), з 1991 року носить теперішню назву.
Школа готує фахівців наступних ступенів: Інженер
Доктор і магістр науки (6 спеціальностей)
Магістр-спеціаліст (4 спеціальності)
Подвійний диплом в галузі науки, інженерії, архітектури, фінансів та ін
Головний навчальний корпус розташований поруч зі станцією метро 4 Катона (4 Cantones), в 15 хвилинах їзди від фламандського вокзалу Лілля (Gare Lille Flandres) і за 8 кілометрів від аеропорту Лілль-Лескін (Lille-Lesquin)